# Waldo López Belmar

## Nacimiento y familia
Nació en Santiago el 16 de septiembre de 1951, siendo el tercero de 5 hijos del Q.·.H.·. Braulio López Merines quien llegara a ser Gran Secretario de la Orden y Presidente del Departamento de Relaciones Exteriores por varios períodos.

## Estudios
De profesión Administrador Público de la Universidad de Chile, se ha desempeñado en instituciones tan disímiles como Bancos y Financieras, empresas madereras, de Alimentos y Servicios del Estado. En el ámbito gremial se desempeñó varios años en el Colegio de Administradores Públicos, llegando a ser Presidente Nacional.

## Servicio como Bombero
Su espíritu de servicio público lo llevó a ingresar en el año 1970 al Cuerpo de Bomberos de Ñuñoa donde ha desempeñado en 4 oportunidades el cargo de Director de la Segunda Compañía.

## Carrera Masónica
Se inició en Masonería el año 1978 en la R\ L\ Francisco de Miranda Nº 37, logia en la cual ocupó varios cargos, siendo su Venerable Maestro en 3 períodos. El año 2001, junto a otros hermanos de Francisco de Miranda fue fundador de la logia Poeta Oscar Castro Nº 48, logia en la cual permanece hasta hoy y donde ha llevado el mallete rector en dos períodos.
Principal impulsor, junto a 4 hermanos de la logia Poeta Oscar Castro, del primer sitio WEB de la Gran Logia Mixta de Chile, se ocupó hasta el año 2010 de su mantención, siendo visionario en la captación de masones a través de sus páginas. Convencido en el crecimiento de la Orden, su labor ha estado dirigida a la creación de Triángulos en ciudades donde no había presencia masónica.
En la Gran Logia ha desempeñado los cargos de Presidente del Departamento de Régimen Interior y Departamento de Comunicaciones. Fue Gran Tesorero Interino y miembro de la Comisión Revisora de Cuentas en varios períodos. Integró también el Tribunal de Honor de la Gran Logia siendo su Presidente entre los años 2011 y 2012.
Su entrega y compromiso con la Orden fue coronado en la Asamblea de Verano del año 2012 con su elección de Gran Maestro para el período 2013-2015.
Teniendo como meta el desarrollo individual de los maestros masones, creó la Escuela de Docencia que tiene como objetivo prepararlos para desempeñar cargos de jerarquía en sus respectivas Logias.
Como reconocimiento a su gestión, la Asamblea de Verano del año 2015 lo reeligió como Gran Maestro para el período 2016-2018.
En el ámbito internacional, los Grandes Maestros miembros de COMAM lo distinguieron con el Cargo de Secretario General en la Asamblea realizada en la ciudad de Lima el año 2012 siendo reelegido en Santiago para el período 2013-2014 y nuevamente reelegido en Canadá para el período 2014-2015.
Impulsó la unión de las Órdenes masónicas chilenas que tienen una visión más liberal y adogmática de la masonería, conformando la Unión Masónica Chilena (UMAC) con la Gran Logia Mixta de Chile, la Gran Logia Femenina de Chile, el Gran Oriente de Chile y la Zona Austral del Gran Oriente Latinoamericano, siendo elegido su primer Presidente.
Durante su mandato se han creado las logias Shambala Nº 65 en Lima, Canteros del Norte Nº 66 en Arica, Los Librepensadores Nº 67, Alejandría Nº 68, Humildad y Sabiduría Nº 69 en Santiago y Ciencia y Virtud Nº 70 en Valparaíso. También se han creado los Triángulos Del Mar Nº 30 en Algarrobo, Gabriela Mistral Nº 31 en Con Con y La Cantera Nº 32 en Viña del Mar.
Convencido que la Orden debe trascender las fronteras de sus templos, abrió la casa masónica el día del Patrimonio Nacional recibiendo más de 1000 personas en Santiago y un centenar de personas en la casa de Valparaíso.
Le dio mucha importancia a la página WEB de la Orden, como un instrumento de difusión moderno de las actividades de la masonería, logrando captar el interés de muchas personas, hombres y mujeres, sobre el accionar de la Gran Logia Mixta de Chile. También en la línea de modernizar la Orden, implementó el Centro de Documentación, con el fin de acercar a todos los hermanos, creando un sistema que propiciara la integración de los hermanos de las distintas logias, acercando una biblioteca virtual para los distintos grados, como asimismo, la difusión interna de las actividades que realizan las logias en todo el país y en las ciudades de Lima y Arequipa.
Continuando con la modernización de la Orden, dejó encaminado el Sistema de Gestión que permite canalizar el trámite interno a través de Internet, desde el momento en que se produce la insinuación de un candidato y todos los trámites en que se ve involucrada una logia con los diferentes Departamentos de la Institución. Todo esto coordinado y regulado por el Departamento de Régimen Interior.